# Ophiuche variabilis
Ophiuche variabilis är en fjärilsart som beskrevs av Druce 1890. Ophiuche variabilis ingår i släktet Ophiuche och familjen nattflyn. Inga underarter finns listade i Catalogue of Life.